# دوریس لوید
دوریس لوید (انگلیسی: Doris Lloyd؛ ‏ زاده ۳ ژوئیهٔ ۱۸۹۶ – درگذشته ۲۱ مهٔ ۱۹۶۸) بازیگر تئاتر، سینما و تلویزیون اهل بریتانیا بود.

## گزیدهٔ فیلم‌شناسی
- اشک‌ها و لبخندها (۱۹۶۵)
- مری پاپینز (۱۹۶۴)
- آهنگ منقطع (۱۹۵۵)
- زندانی زندا (۱۹۵۲)
- دانوب سرخ (۱۹۴۹)
- زندگی پنهان والتر میتی (۱۹۴۷)
- داستان جولسون (۱۹۴۶)
- شرلوک هولمز و خانه وحشت (۱۹۴۵)
- مرد گرگ‌نما (۱۹۴۱)
- دروغ بزرگ (۱۹۴۱)
- سوءظن (۱۹۴۱)
- نامه  (۱۹۴۰)
- ماری ملکه اسکاتلند (۱۹۳۶)
- بکی شارپ  (۱۹۳۵)
- شورش در بونتی  (۱۹۳۵)
- تارزان مرد گوریلی  (۱۹۳۲)
- وداع با اسلحه (۱۹۳۲)
- سارا و پسرش (۱۹۳۰)
- دیزرائیلی  (۱۹۲۹)